# Імператор Коко

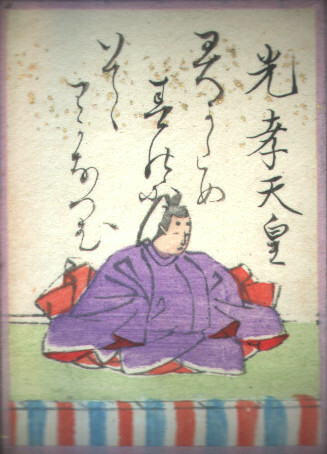
Зображення імператора з Hyakunin Isshu

Імператор Коко́ (яп. 光孝天皇, こうこうてんのう, коко тенно; 830 — 17 вересня 887) — 58-й Імператор Японії, синтоїстське божество. Роки правління: 23 березня 884 — 17 вересня 887. Відомий також як імператор Комацу.  Він був останнім імператором середньовіччя, який отримав посмертний титул у китайському стилі, доки цю практику не відновив імператор Кокаку у Новий час.
Третій син імператора Німмьо. Його матір'ю була Фудзівара но Такусі. Замолоду звався принц Токіясу. У чотирнадцять років після гемпуку (церемонії повноліття) отримав 4-й придворний ранг та посаду намісника провінції Хітаті (перебував до 853 року). 850 року став головою накацукаса-кьо (відомства палацових служб), яку обіймав до 876 року. 851 року отримав 3-й ранг, 856 року — пост намісника провінції Кодзуке (керував нею зі столиці до 860 року). У 864—866 роках знову керував провінцією Кодзукі. 866 року отримав посаду заступника управителя Західних земель. 870 року отримав 2-й ранг. У 873 році втретє очолював провінцію Кодзукі (до 877 року). 876 року став на чолі Відомства церемоній сікібу-кьо. 880 року вдруге призначено намісником провінції Хітаті. 882 року отримав 1-й ранг, 884 року — очолив управління Західних земель соті. Того ж року, унаслідок інтриг тогочасного канцлера Фудзівара-но Мотоцуне, зійшов на трон. Натомість новий імператор надав останньому посаду кампаку (радника-канцлера), яку було спеціально впроваджено для Фудзівара.
885 року Коко відродив багато стародавніх придворних ритуалів і церемоній, і одним із прикладів є яструбове полювання у Серікаві. Після його смерті 887 року на трон зійшов його син — принц Садамі, відомий як імператор Уда.
Мав 4 дружини, які народили йому 41 дитину.